# 데이지 얼스

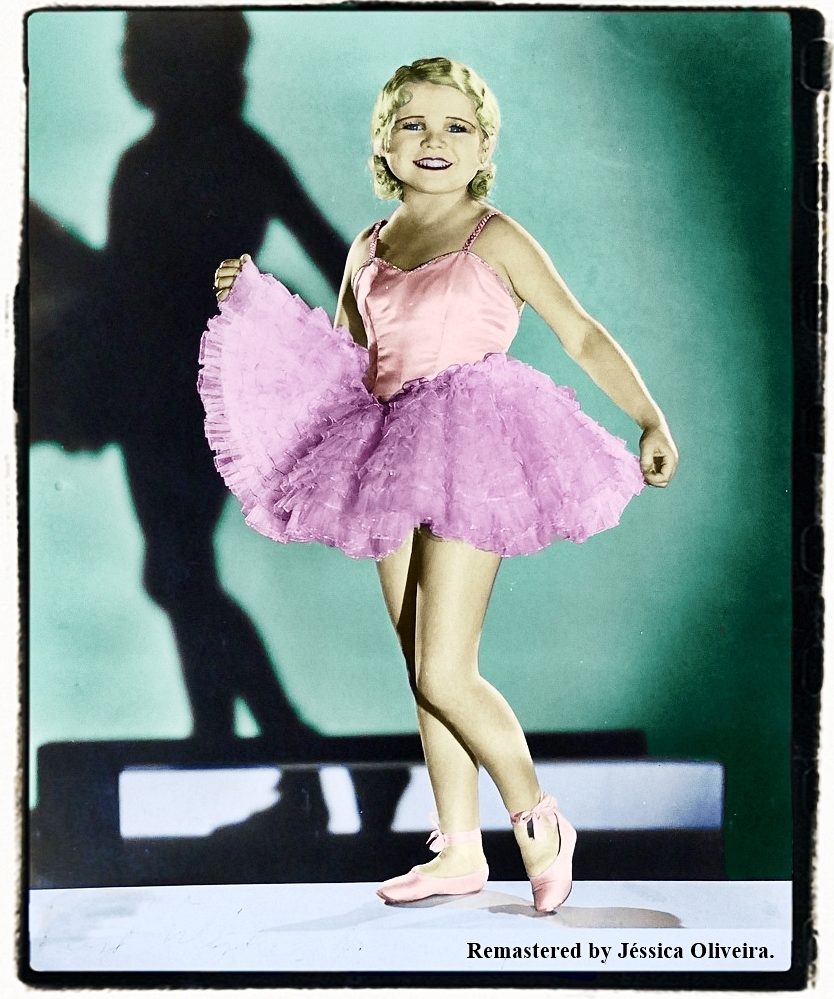

데이지 얼스(Daisy Earles, 1907년 4월 29일 ~ 1980년 3월 15일)는 독일의 배우, 영화배우이다.
새러소타에서 사망하였다.

## 영화
- 프릭스 (1932년)